# Pilatovići
Pilatovići (en serbe cyrillique : Пилатовићи) est un village de Serbie situé dans la municipalité de Požega, district de Zlatibor. Au recensement de 2011, il comptait 697 habitants.
Pilatovići est situé sur les bords de la Golijska Moravica.

## Histoire
Le grand tumulus de Pilatovići, qui remonte à la dernière décennie du VIe et à la première décennie du Ve siècle av. J.-C., est classé sur la liste des monuments culturels de Serbie.

## Démographie
| 1948 | 1953  | 1961 | 1971 | 1981 | 1991 | 2002 | 2011 |
| ---- | ----- | ---- | ---- | ---- | ---- | ---- | ---- |
| 973  | 1 029 | 979  | 964  | 938  | 895  | 803  | 697  |

|  |